# Беленовые
Белено́вые (лат. Hyoscyameae) — триба цветковых растений из типового подсемейства семейства паслёновых (Solanaceae).

## Плоды
Для данной трибы характерно вторичное развитие сухого, а не сочного околоплодника. Сочные ягоды сохраняются лишь у представителей рода красавок (Atropa), тогда как у остальных представителей трибы имеется сухой зрелый плод — вскрывающаяся круговым швом коробочка («крыночка»), расположенная в чашечке цветка. При этом незрелые плоды рекапитулируют строение, характерное для незрелых ягод, обычных для подсемейства паслёновых (Solanoideae), из-за чего некоторые исследователи предлагают не использовать для плодов беленовых термин «коробочка».

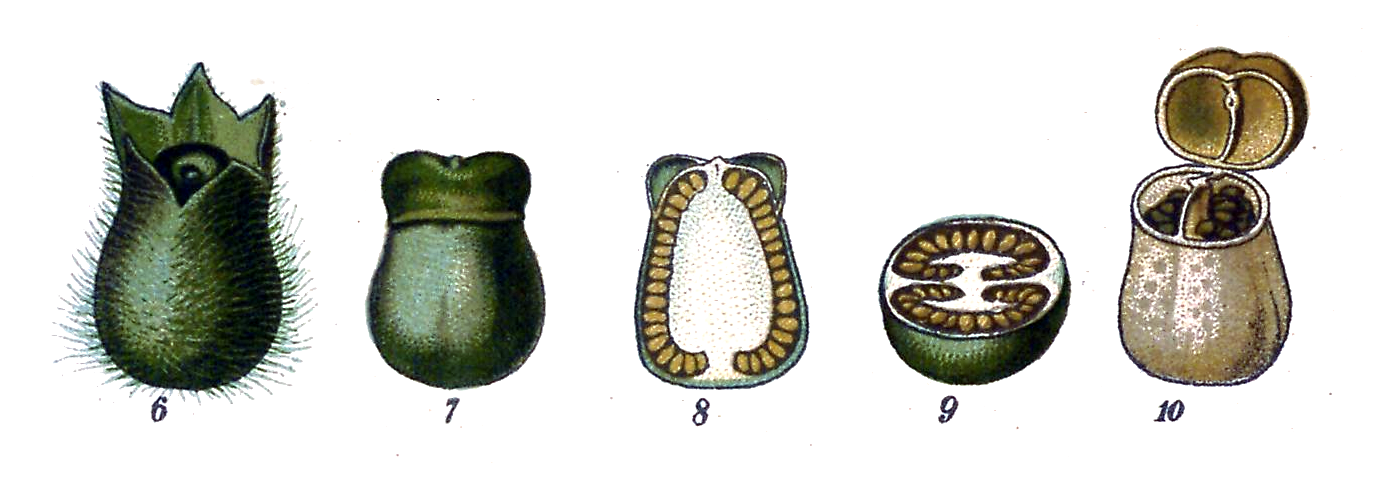
Плод чёрной белены в зрелом и незрелом состоянии:
6 — незрелый плод внутри чашечки
7 — незрелый плод (чашечка удалена)
8 — незрелый плод в продольном сечении
9 — незрелый плод в поперечном сечении
10 — зрелый плод (чашечка удалена)

## Роды
В трибу включают до 8 родов и около 40 видов:
- Anisodus Link ex Spreng.
- Atropa L. — Красавка
- Atropanthe Pascher
- Hyoscyamus L. — Белена
- Pauia Deb & R.M.Dutta
- Physochlaina G.Don
- Przewalskia Maxim.
- Scopolia Jacq. — Скополия, по некоторым данным парафилетический род по отношению к Przewalskia[1]